# Gebäudeversicherung
Die Gebäudeversicherung ist eine Versicherung zum Schutz der im Versicherungsvertrag bezeichneten festen Gebäude, Nebengebäude sowie Garagen. Sie ist eine Sachversicherung. 
In Deutschland werden grundsätzlich nur für Wohnraum bestimmte und nicht gewerblich genutzte Gebäude versichert. Bei gemischter Nutzung empfiehlt sich der ausdrücklich zusätzlich vereinbarte Einschluss der gewerblich oder freiberuflich genutzten Räume. In der Schweiz werden alle Gebäude versichert.

## Deutschland

### Rechtsgrundlagen und Versicherungsgegenstand
Die wichtigsten Rechtsquellen für das Gebäudeversicherungsrecht sind die §§ 88 ff des Versicherungsvertragsgesetzes (VVG) und die jeweilig zwischen dem Versicherer und dem Versicherungsnehmer vereinbarten Allgemeinen Versicherungsbedingungen, die im Wohngebäudeversicherungsbereich „VGB“ abgekürzt werden und im Zahlenzusatz das Jahr ihrer Erstverwendung nennen: Es gibt die VGB 62, VGB 88, VGB 88 – Fassung 1995, VGB 88 n.F., VGB 2008, VGB 2010, VGB Version 1. Januar 2011 und 1. Januar 2013. Sollen Ansprüche aus einem Gebäudeversicherungsvertrag geprüft werden, ist es erforderlich, die jeweils zu Grunde gelegten VGB zu kennen. Dies ist nicht zwingend die zur Zeit des Vertragsabschlusses gültige VGB, da später aktuellere VGB vereinbart worden sein konnten. Zusätzlich zu den VGB können individuelle Klauseln vereinbart worden sein, die den Versicherungsschutz erweitern oder verkürzen.
Versichert sind grundsätzlich nur fest mit dem Erdboden verbundene Gebäude und Gebäudebestandteile. Separate Gebäude wie z. B. Gartenhütten bedürfen daher eines entsprechenden besonderen Einschlusses. Unter Umständen ist auch Zubehör (Reinigungsmittel, Heizungsmaterial für das Gebäude) mitversichert. Nicht versichert sind Wohnwagen und Zelte, da sie nicht fest mit dem Erdboden verbunden sind. Einbauküchen, die individuell für das Gebäude entworfen und eingebaut wurden, sind Gebäudebestandteil. Eingebaute Serienküchen, die ohne wesentlichen Wertverlust auch wieder vom Gebäude getrennt werden können, sind keine Gebäudebestandteile und somit grundsätzlich nicht durch die Gebäudeversicherung mitversichert.
Durch die VGB 2010 (A § 5 Nr. 3) werden die folgenden Sachen vom Versicherungsschutz ausgenommen: Fotovoltaikanlagen, vom Mieter eingebaute Sachen (diese sind regelmäßig durch eine Hausratversicherung des Mieters versicherbar) und elektronisch gespeicherte Daten und Programme.

### Versicherte Risiken
Durch den Versicherungsvertrag wird der Versicherer zur Deckung eines durch einen Versicherungsfall eingetretenen Schadens und seiner Folgeschäden verpflichtet.
Es können folgende Risiken alleine oder in Kombination versichert werden: Brand, Leitungswasser, Sturm und Hagel. Zusätzlich können weitere Elementarschäden mitversichert werden. Zusätzlich lassen sich beispielsweise Überspannungsschäden an Gebäudebestandteilen mitversichern (z. B. Heizungsanlage, Klingelanlage).
Banken verlangen bei kreditfinanzierten Gebäuden oft eine Gebäudefeuerversicherung zur Sicherung von Darlehen. Seit dem Wegfall von Pflicht- und/oder Monopolrechten zum 1. Juli 1994 (Umsetzung der Richtlinien der Europäischen Gemeinschaft vom 18. Juni 1992) kann der Gebäudeversicherer zu allen Risiken in ganz Deutschland frei gewählt werden.
Die Gebäudeversicherung wird mittels des gleitenden Neuwertfaktors dynamisiert, das heißt an die Wertentwicklung der Gebäude angepasst. Grundsätzlich ist der Versicherungsnehmer selbst für eine ausreichende Versicherungssumme zur Vermeidung einer Unterversicherung verantwortlich. Von einer ausreichenden Versicherungssumme wird indes ausgegangen, wenn sich diese aus bestimmten Verfahren heraus ableitet, etwa Bestimmung durch Bausachverständigen oder die üblichere Bestimmung anhand des Gebäudewertes in Mark 1914.
Im Totalschadenfalle zu einer bestehenden Neuwertversicherung erhält der Versicherungsnehmer zunächst Anspruch auf Auszahlung des Zeitwertes des Gebäudes. Die Differenz zum versicherten Neuwert wird erstattet, sobald der Wiederaufbau des zerstörten Gebäudes nachweislich betrieben wird. Daneben sind auch die Kosten zur Schadensabwehr und zur Schadensminderung (bereits durch § 83 VVG dem Versicherer auferlegt), Aufräum- und Abbruchkosten (A § 7 Nr. 1 a VGB 2010) und der Mietausfall (A § 9 VGB 2010) in der Regel einbezogen.
In Baden-Württemberg waren die Badische und die Württembergische Gebäudeversicherung bis zum Wegfall des Monopols der Gebäudeversicherung zum 1. Juli 1994 (staatliche) Anstalten des öffentlichen Rechts. Bis heute ist der Anteil der versicherten Gebäude in Baden-Württemberg mit mehr als 90 Prozent weit höher als in den anderen deutschen Bundesländern.
Auch in der DDR war die Gebäudeversicherung obligatorisch.

### Kriterien
Wichtig für die Beurteilung der Risiken eines Gebäudes und damit für die Höhe der Versicherungsprämie sind:
- die Bauartklasse
- Art der Dachung
- der genaue Ort: Es gibt bei der Leitungswasser-, der Sturm- und der Elementarversicherung Risikozonen, die beitragsrelevant sind. So gibt z. B. die Leitungswasserzone an, wie hoch in Abhängigkeit von der Wasserhärte das Schadensrisiko durch Wasserschäden ist.[1] Der genaue Ort kann auch bei der Wertermittlung (regional unterschiedliche Baupreiskostenindizes) eine Rolle spielen.
- die Nutzung
- die Ausstattung

## Schweiz
In der Schweiz ist die Gebäudeversicherung in den meisten Kantonen obligatorisch, die Verwaltung erfolgt in den meisten Fällen durch die kantonalen Gebäudeversicherer, in den Kantonen Uri, Schwyz und Obwalden durch private Versicherungsunternehmen.
In den so genannten GUSTAVO-Kantonen wird die Gebäudeversicherung mit privaten Versicherungen abgeschlossen.
Kein Obligatorium besteht lediglich in den Kantonen Appenzell Innerrhoden (mit Ausnahme des Bezirks Oberegg), Genf, Wallis und Tessin. 
Politische Vorstöße zur Abschaffung der kantonalen Gebäudeversicherungsmonopole sind bislang aufgrund der zumindest nicht schlechten langen Erfahrungen alle gescheitert. Ebenfalls gescheitert sind Vorstösse für die Einführung einer landesweiten obligatorischen Erdbebenversicherung für Gebäude.

## Österreich
In Österreich ist der Abschluss der Gebäudeversicherung freiwillig und gehört wie die Brandschutzversicherung nicht zu den Pflichtversicherungen. Dabei wird die Gebäudeversicherung und Eigenheimversicherung (In Deutschland ist das die Hausratversicherung) oftmals synonym verwendet. In Wohngebäuden mit einer Eigentümergemeinschaft entscheidet meistens ein Mehrheitsentscheid darüber, ob eine Gebäudeversicherung abgeschlossen werden soll. Diese Kosten können allerdings nicht auf die Mieter umgesetzt werden.